# اوگاوا، ناگانو
اوگاوا، ناگانو (به لاتین: Ogawa, Nagano) یک منطقهٔ مسکونی در ژاپن است که در Kamiminochi District واقع شده‌است. اوگاوا ۵۸٫۱۱ کیلومترمربع مساحت و ۲٬۶۳۴ نفر جمعیت دارد.